# Харгејса
Харгеjса (сом. Hargeysa; арап. هرجيسا) је главни и највећи град  Сомалиланда, дефакто независне државе формиране 1991. године на територији Сомалије. Хергаиса је била престоница колоније Британски Сомалиланд од 1941. до 1960. године.

## Галерија
- Споменик из времена
цивилног рата
- Поглед на део Харгејсе